# BM-30 Smerch
O BM-30 Smerch  (Russo:Смерч, lit."Tornado") é um Lançador múltiplo de foguetes soviético, estando em serviço desde 1989 sendo usado pelos paises sucessores da extinta União Soviética, esta sendo substituido pelo 9A52-4 Tornado.

## Histórico operacional

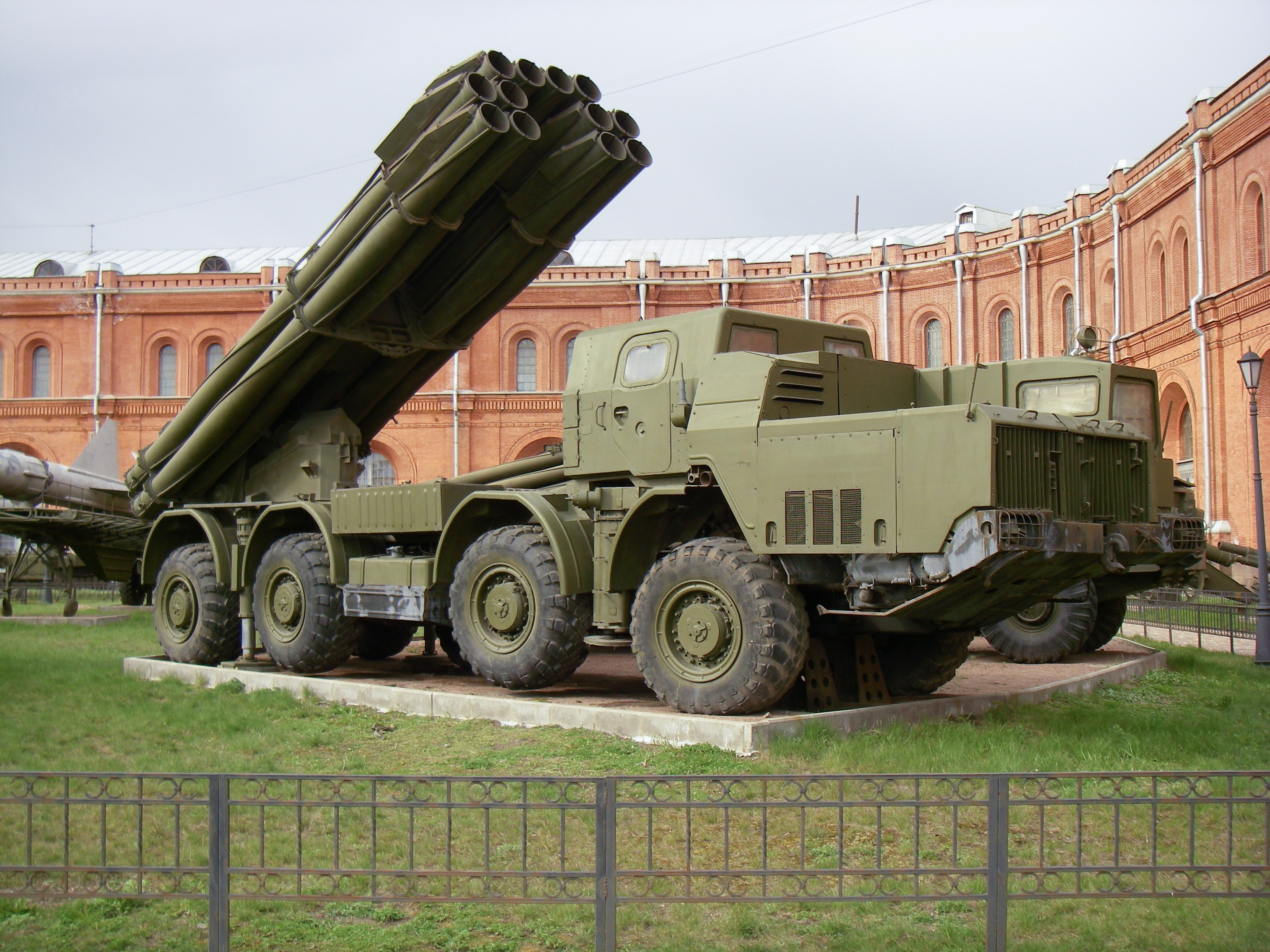
Um 9A52.

Os primeiros usos de combate confirmados do Smerch foram em duas zonas de guerra em 2014. Forças militares sírias usaram o sistema contra forças rebeldes durante a guerra civil síria, inclusive em combates em Jobar.  Também foi usado por militantes apoiados pela Rússia para entregar munições explosivas e de fragmentação para posições militares ucranianas e pelo Exército ucraniano contra áreas povoadas das regiões de Donetsk e Luhansk na Guerra em Donbas.  Vários foram vistos em uso por rebeldes pró-russos.  As Forças Terrestres Russas usaram o BM-30 na Síria em outubro de 2015 durante a intervenção russa na Síria.
Durante o conflito Nagorno-Karabakh de 2020, a Armênia e o Azerbaijão atingiram o território do outro país com foguetes Smerch. Também foram usados na Guerra Russo-Ucraniana.

## Operadores

### Operadores Atuais
- Argélia - 50 sistemas [3]
- Armênia - 6 sistemas [4]
- Azerbaijão - 40 sistemas[5]
- Bielorrússia - 48 sistemas [6]
- China - produzido localmente como PHL-3
- Cazaquistão - quantidade nao especificada[7]
- Índia - 162 sistemas [8]
- Kuwait - 27 sistemas
- Marrocos - 36 sistemas PHL03/AR2 Versão chinesa.[9]
- Paquistão - 36 unidades, mais produzidas localmente[10]
- Rússia - 106 [11]
- Síria - Número desconhecido, usado na guerra civil síria.
- Turquemenistão - 6 sistemas
- Ucrânia - 80[12]
- Emirados Árabes Unidos - 6 sistemas
- Venezuela - 12 sistemas

### Ex- operadores
- União Soviética - passado aos estados sucessores